# إيران الجنوبية

محافظات جنوب إيران

إيران الجنوبية هي منطقة في جنوب إيران تتكون من سلاسل جبال زاغروس الجنوبية وسلسلة جبال إيران الوسطى وسهل خوزستان والسواحل الشمالية للخليج الفارسي العربي ومضيق هرمز.

## التعريف والجغرافيا والسكان
وتشمل محافظات فارس وكهجيلويه وبور أحمد وهرمزجان وبوشهر. وفي بعض الأحيان تُضمّن خوزستان وكرمان أيضًا في هذه المنطقة. المدن الرئيسة في المنطقة هي شيراز، وبندرباس، وكرمان، ومدينة بم، ورفسنجان، وسيرجان، وجيروفت وبافت.

## التركيبة السكانية
يتميز جنوب إيران بتنوعه العرقي الكبير، حيث يضم الفرس (بما في ذلك الكوهمرا والبصريين والإتشميين، إلخ) والعرب والإيرانيين من أصل أفريقي. كما هاجرت إلى هذه المنطقة أقليات من العديد من المجموعات العرقية ذات الأصول الإيرانية من مناطق مختلفة من إيران لأسباب مختلفة، منها أسباب العمل؛ ومن بين هؤلاء المهاجرين، يمكن أن نذكر الأذربيجانيين، والمازندرانيين، والجيلاك، والطاليش، والتات الأكراد، واللر، الذين هاجروا من شمال غرب وشمال وغرب ووسط إيران إلى جنوب إيران.

## مناخ
- مناخ صحراوي حار في السهول وساحل الخليج الفارسي العربي.
- مناخ شبه جاف بارد في السلاسل الجبلية.

## طالع أيضًا
- إيران الشمالية
- شمال غرب إيران
- إيران الغربية
- إيران الشرقية
- وسط إيران